# Josef Holaubek
Josef „Joschi“ Holaubek (* 5. Jänner 1907 in Wien; † 10. Februar 1999 ebenda) war von Mai 1945 bis 1947 Feuerwehrkommandant von Wien und anschließend bis 1972 als Polizeipräsident Leiter der Bundespolizeidirektion Wien. Von 1948 bis 1972 war er zudem Präsident des Österreichischen Bundesfeuerwehrverbandes (ÖBFV).
Bekanntheit in der breiten Öffentlichkeit erlangte er unter anderem, als er 1971 unbewaffnet und in Zivil einen entflohenen Schwerverbrecher, der sich bewaffnet und mit mehreren Geiseln in einem Wohnhaus verschanzt hatte, zur Aufgabe überreden konnte.

## Leben

### Ausbildung und Aufstieg
Josef Holaubek wurde am 5. Jänner 1907 in Wien geboren und erlernte das Tischlerhandwerk. Bereits weit vor dem Jahr 1934 war er ein aktives Mitglied der Roten Falken, später zeichnete er für die gesamte Bewegung des Jugendverbandes in Wien verantwortlich.
Als Sozialdemokrat war Holaubek während des austrofaschistischen Ständestaates mehrmals in Haft. Als aktiver Feuerwehrmann war er an der Bekämpfung des Brandes der Wiener Rotunde am 17. September 1937 beteiligt. In der Nazi-Diktatur war er Gestapo-Häftling und diente im Zweiten Weltkrieg als Feuerwehrsoldat in Gotenhafen im Reichsgau Danzig-Westpreußen.
Am 29. Mai 1945 wurde er von Bürgermeister Theodor Körner provisorisch und am 23. Oktober 1945 definitiv zum Branddirektor, damals der Amtstitel des Feuerwehrkommandanten von Wien, ernannt und baute die Berufsfeuerwehr Wien wieder auf. 1947 – die 1945 unter dem Wohlwollen der Roten Armee begonnene Zusammenarbeit von ÖVP und SPÖ mit den Kommunisten ging zu Ende – wurde er von Innenminister Oskar Helmer zum Polizeipräsidenten von Wien ernannt und blieb dies bis 1972. Er brachte zwar keine Kenntnisse der Polizeiarbeit, jedoch langjährige Verankerung in einer der beiden Regierungsparteien und strikten Antikommunismus mit, angesichts der in den ersten Jahren der Besatzungszeit entstandenen Angst vor kommunistischer Unterwanderung (nach dem Beispiel in Nachbarländern errichteter Volksdemokratien) die wichtigste Eigenschaft. Mit „harter Hand säuberte er den Polizeiapparat von kommunistischen Funktionären, die sich in vielerlei Schlüsselpositionen festgesetzt hatten.“
1948 wurde Holaubek der erste Präsident des neuerlich gegründeten österreichischen Bundesfeuerwehrverbandes und blieb dies bis 1972. Von 1961 bis 1980 war er weiters Präsident des Internationalen technischen Komitees für vorbeugenden Brandschutz und Feuerlöschwesen CTIF.

### Holaubek als Polizeipräsident

#### Amtszeit
Holaubek verstand es mit seinem umgänglichen Wesen, in Wien große Beliebtheit zu erreichen. Im Unterschied zu Polizeipräsidenten vor und nach ihm war er niemals in Polizeiuniform zu sehen; er wuchs in die Rolle eines allseits geschätzten Großvaters hinein, der für menschliche Schwächen Verständnis hat. Täglich am frühen Morgen holte ihn sein Chauffeur aus seiner Wohnung in der Hietzinger Larochegasse 14 ab. Um sieben Uhr saß er hinter seinem Schreibtisch in der Bundespolizeidirektion Wien im Palais Erzherzog Wilhelm am Parkring 8. Nach 17 Uhr, wenn die Büros bereits unbesetzt waren, hob der Präsident höchstselbst die Telefone ab. Sein Chauffeur hingegen hatte zu Anfang einige Bedenken, sodass er seinem Haarschneider anvertraut haben soll: „I’ kann Ihnen nur eines sagen – lang halt’ sich der [Holaubek] bestimmt net …“
Gemeinsam mit dem damaligen SPÖ-Gewerkschaftsführer Franz Olah, Chef der Bau- und Holzarbeiter, hatte er entscheidenden Anteil an der Niederschlagung der kommunistischen Streikbewegung im Jahr 1950. Ziel der Streikenden war, die schwarz-rote Koalitionsregierung, die Bundesregierung Figl II, zu Fall zu bringen: „Als das Schicksal der Republik auf des Messers Schneide stand, gab es 115 verletzte Polizisten und 21 Gendarmen. Aber auf keiner Seite verzeichnete man Tote. Das hätte zur Katastrophe geführt, weil die sowjetische Besatzungsmacht mit Sicherheit eingegriffen hätte.“
Weitere wichtige Stationen von Holaubeks Berufslaufbahn waren die polizeiliche Sicherung der Veranstaltungen anlässlich des Abschlusses des Österreichischen Staatsvertrages am 15. Mai 1955 und beim Gipfeltreffen zwischen John F. Kennedy und Nikita Chruschtschow am 3. und 4. Juni 1961. Holaubek sei bei dem Treffen „zur Höchstform“ aufgelaufen: Am ersten Tag der Verhandlungen verweigerte der sowjetische Sicherheitschef Journalisten generell den Zutritt zur sowjetischen Botschaft in der Reisnerstraße im 3. Bezirk, was den damaligen TV-Direktor Gerhard Freund „in helle Aufregung“ versetzt haben soll. Um die Übertragung durch den Österreichischen Rundfunk (ORF) doch noch zu retten und die Welt mit den nachfolgend historisch gewordenen Filmaufnahmen zu versorgen, schleppten Polizeipräsident Holaubek und TV-Chef Freund mit eigener Hand die Kabeltrommeln und Kameras in den Tagungsraum. Am nächsten Tag brachte das amerikanische Präsidentenpaar den Terminplan durcheinander, als es zum Staatsbankett im Schloss Schönbrunn nicht rechtzeitig erschien. Nach rund 20 Minuten Verspätung bemühte sich der Gastgeber, Bundespräsident Adolf Schärf, mit mäßigem Erfolg, gute Laune zu verbreiten, während das Ehepaar Chruschtschow schon sichtlich ungehalten war. Wieder war es Holaubek, der kurzerhand die Situation rettete: Er persönlich „hatte den Wagentross von der US-Residenz [nach anderen Quellen vom Hotel Imperial an der Ringstraße; Anm.] zum Schloss [Schönbrunn] in einem Höllentempo selbst gelotst. Frau Jackies Friseur war nicht rechtzeitig fertig geworden. ‚Ob a König, a Staatspräsident oder a First Lady – alle san nur Menschen‘, hat er seinem Freund Georg Markus [später] in den Notizblock diktiert.“
Im Jahr 1962 erfanden Holaubek und Bürgermeister Franz Jonas die Verkehrsleitzentrale in Wien. Hintergrund war, dass immer mehr elektronische Ampeln (anstelle der von Polizisten direkt an den Kreuzungen von Hand bedienten Ampelanlagen) in der Stadt in Betrieb waren und sich die Zahl der Kraftfahrzeuge immer mehr gesteigert hatte. Um den sich daraus ergebenden immer stärkeren Straßenverkehr besser überwachen und zentral gesteuert optimieren zu können (siehe „Grüne Welle“), konnten nun (in der ersten Ausbaustufe) von der Verkehrsleitzentrale in der Wiener Rossauer Kaserne aus von der Bundespolizeidirektion Wien zehn rund um das Schottentor angebrachte Ampelanlagen ferngesteuert werden; drei Kameras lieferten überdies Echtzeitbilder zur Beobachtung des Verkehrs in diesen Bereichen.
Holaubek, zum Amtsantritt 40 Jahre alt und SPÖ-Mitglied, weder Akademiker noch Polizeifachmann, war mit 25 Jahren Amtszeit der längstdienende und gilt überdies als einer der besten und beliebtesten Wiener Polizeipräsidenten.
Hans Werner Scheidl charakterisierte Josef „Joschi“ Holaubek im Juni 2011 in der Presse (anlässlich 50 Jahre nach dem Gipfeltreffen Kennedy–Chruschtschow im Juni 1961) wie folgt:

„…er war ein Mann der ‚ersten Stunde‘ nach 1945, als es um den Wiederaufbau der Wiener Berufsfeuerwehr ging: Josef Holaubek, den die Wiener später liebevoll ‚Joschi‘ nannten.
Er hat nie eine Polizeischule besucht und nie eine Waffe getragen. Er hat in seiner Amtszeit Wasserwerfer angeschafft – und sie nie eingesetzt. Ein legendärer Wiener Polizeipräsident mit der längsten Amtszeit: September 1947 bis 31.Dezember [sic] 1972. Etwa hundert Staatsbesuche hat er betreut, mit Charme und Umsicht, mit polternder Jovialität und stets mit einem Blick auf die lauernden Kameraobjektive.“

#### „I bin’s, der (dein) Präsident“
Legendär wurde Josef Holaubek, als am 4. November 1971 die drei Häftlinge Walter Schubirsch (damals 22 Jahre alt), Alfred Nejedly (25) und Adolf Schandl (35) aus der Justizanstalt Stein ausgebrochen waren. Die drei Täter hatten zwei Justizbeamte überwältigt, sich deren Schusswaffen angeeignet und mit mehreren Geiseln die Flucht erzwungen. Nachdem Schandl allein weiter geflüchtet war (er wurde am 20. November in Wien-Hernals verhaftet), verschanzten sich die anderen beiden Häftlinge mit vier Geiseln in einem Wohnhaus in Wien-Donaustadt. Während sich Nejedly nach stundenlanger Belagerung am 6. November der Polizei ergab, blieb Schubirsch mit drei geladenen Pistolen in der Wohnung und drohte damit, Geiseln zu töten. Trotz Einsprüchen der Sicherheitsbeamten am Ort trat Holaubek unbewaffnet und in Zivil vor die Wohnung und konnte Schubirsch schließlich persönlich zur Aufgabe überreden und ihn zum Polizeiauto geleiten.
Legendär wurde dabei sein Ausspruch „I bin’s, der Präsident!“, mit dem er sich bei Schubirsch zu erkennen gab. In den Medien und in der Öffentlichkeit wurde und wird er verschiedentlich zitiert, sei es mit den Worten „I bin’s, dein Präsident!“, „Komm’ her Walter, i bin’s, dein Präsident“; oder „Ich bin’s, der Holaubek, euer Präsident – I mach do kane Schmäh! Schau nach, Schubirsch – Schau durchs Guckerl!“ Holaubek kümmerte sich nach dessen vorzeitiger Haftentlassung weiterhin um den „Ausbrecherkönig“ Schubirsch, traf sich mit ihm immer wieder im Café Prückel, unterstützte ihn finanziell und verschaffte ihm eine Arbeit in einem Kloster. Schubirsch war der einzige der drei Ausbrecher, der in ein geregeltes Leben zurückfand und nicht mehr rückfällig wurde: Schandl wurde 1992 wegen gemeinschaftlichen schweren Raubes und eines Schusswechsels mit der Gendarmerie und Nejedly 2009 wegen schwerer Körperverletzung verurteilt.

#### Joviales Amtsverständnis
Holaubek genoss es, eine durch und durch öffentliche Person zu sein; die Journalisten in seinem Umfeld betrachtete er als seine Schützlinge, manche von ihnen durften sich seiner Freundschaft rühmen. Er verkörperte ein joviales Amtsverständnis seiner Zeit. Immer wieder wurde gemunkelt, dass er (der SPÖ-Funktionär) Gemeindewohnungen in schöner Stadtrandlage zu vermitteln in der Lage war; die Privilegierten hingegen wahrten eisern Stillschweigen. Zum Wohlverhalten ihm gegenüber war es selbstverständlich, „dass man schlüpfrige Weiberg’schichterln nicht berichtete, die der Präsident im Kaffeehaus bereitwilligst erzählte: ‚Ehrenwort, des bleibt unter uns!‘“ Heute würde dieses Amtsverständnis Holaubeks nicht mehr toleriert werden.
Unter Holaubek, er selbst war mit dem Dienstwagen mit dem stadtbekannten Kennzeichen „W 100“ unterwegs, blühte der Wiener „Nummernadel“: Wenngleich die (alten schwarzen) Kfz-Kennzeichen mit den niedrigen, meist drei- oder vierstelligen „W“-Nummern dem stellvertretenden Vorstand des Wiener Verkehrsamtes, Bernhard Wesiak, nach, den „hohen politischen Würdenträgern vorbehalten [waren]“, so waren diese dennoch bei den Prominenten und denen, die sich für wichtig genug hielten, ein begehrtes Gut: „Wer etwas auf sich hielt, besaß ein dreistelliges Nummerntaferl (auch zwei ‚Presse‘-Dienstfahrzeuge rollten damit stolz durch die Stadt).“ „Als Belohnung für Wohlverhalten gab es dreistellige Autonummern, höchstpersönlich vom Präsidenten ‚verliehen‘. Dass der Platz vor dem Wiener Verkehrsamt seinen Namen trägt, darf als augenzwinkernder Hinweis auf diese Zeiten des ‚Nummernadels‘ verstanden werden. Diese billige und liebenswerte Befriedigung so mancher Eitelkeit ist von einem späteren Verkehrsminister schnöde beendet worden.“
Holaubeks Popularität lag aber wohl auch an seinem Gespür für die Sorgen und Nöte der Bevölkerung und auch dafür, wenn einmal etwas in seinem Polizeiapparat nicht so gelaufen ist, wie es hätte sein sollen. Die Arbeiter-Zeitung (AZ) zum Beispiel berichtete im Jahr 1967 über „die rührselige Geschichte [von einem] alten Mutterl“. Sie hätte ihre Passformulare falsch ausgefüllt gehabt und wäre deshalb in rüdem Ton aus dem Bezirkskommissariat, dem damaligen Passamt, gewiesen worden. Verzweifelt habe sie die AZ eingeschaltet. Prompt sei am Tag darauf bei ihr daheim ein Kriminalbeamter vor der Tür gestanden. Nach Ansicht des „alten Mutterls“ sei es der Präsident gewesen, der ihr eigenhändig den fertigen Reisepass vorbeigebracht haben soll.
Auf der anderen Seite konnte sich die jeweilige Bundesregierung auf Holaubek auch in jeder Notlage verlassen. So sei zum Beispiel, Thomas Chorherr – dem einstigen „Presse“-Doyen – zufolge, die vollzählige Bundesregierung an der Bahre eines verstorbenen Bundespräsidenten versammelt gewesen, gefehlt habe jedoch der Kranz: „‚Joschi‘ winkte, und ein Kranz war da. Niemand blickte auf die Schleife. ‚Gebrüder Groh‘ stand drauf.“

#### Stammgast im Gutruf
Erni Mangold schilderte im Jahr 2016 in ihrer Biografie: „… Holaubek war wie wir Stammgast im [Wiener Szenelokal] Gutruf. / Er liebte und verfluchte uns gleichzeitig, weil er wusste, dass wir betrunken Auto fuhren. …“ Als sie, Mangold, eines Tages „gerade fünf, sechs Freunde nach Hause gebracht“ hatte, sei sie noch einmal hungrig geworden und wollte in ein Lokal in der Annagasse, „wo man um fünf Uhr früh Gulaschsuppe essen konnte.“ Auf dem Weg dorthin verursachte sie einen Verkehrsunfall, brach sich dabei die Elle und schlug sich einen Zahn aus. „»Kinder, ihr macht’s mich krank«, stöhnte Holaubek, aber er half mir. 1000 Schilling musste ich zahlen, aber den Führerschein durfte ich behalten. Er war halt so.“ Und weiter schildert Mangold: „Holaubek ging wie ich auf viele Bälle. Dort traf ich ihn oft, meistens fand ich ihn völlig erschöpft vor, weil viele Frauen mit ihm tanzen wollten. …“
Als einmal zwei Polizisten, wegen Lärms aus dem Gutruf aufmerksam geworden, nach dem Rechten sehen wollten, kam Holaubek aus dem sogenannten „Intellektstüberl“ und soll die beiden gefragt haben: „Was is'?“, worauf die Polizisten geantwortet haben sollen „Nix, Herr Präsident.“ – „Na dann, da is' alles in Ordnung.“ – Die Polizisten werden mit „Ja, Herr Präsident.“ zitiert und sollen salutierend das Lokal verlassen haben.

### Soziales und Privates
Josef Holaubek war unter anderen mit Theodor Körner, damaliger Wiener Bürgermeister, und Paul Speiser, Vizebürgermeister, Mitbegründer der am 14. Oktober 1945 wieder gegründeten österreichischen Kinderfreunde und war ab 1947 in Nachfolge von Speiser Obmann der Wiener Kinderfreunde. Unter seiner Obmannschaft wurden in Tausenden freiwilligen Arbeitsstunden die sogenannten Sonnenlanderholungsstätten wieder aufgebaut und wurden die Schülerhorte weiterentwickelt. Ebenso wurde wieder jedes Jahr der Tag des Kindes in großem Rahmen gefeiert.
Holaubek war verheiratet (seine Ehefrau „war eine begeisterte Theatergeherin“; zitiert nach Peter Matić, 2016). Die Familie wohnte im 13. Bezirk, Hietzing, in einem Haus mit mehreren Mietwohnungen in der Larochegasse 14 (Ecke Elßlergasse), gleich um die Ecke zum Gymnasium Wenzgasse, wo seine Tochter Johanna in die Schule ging.

### Tod

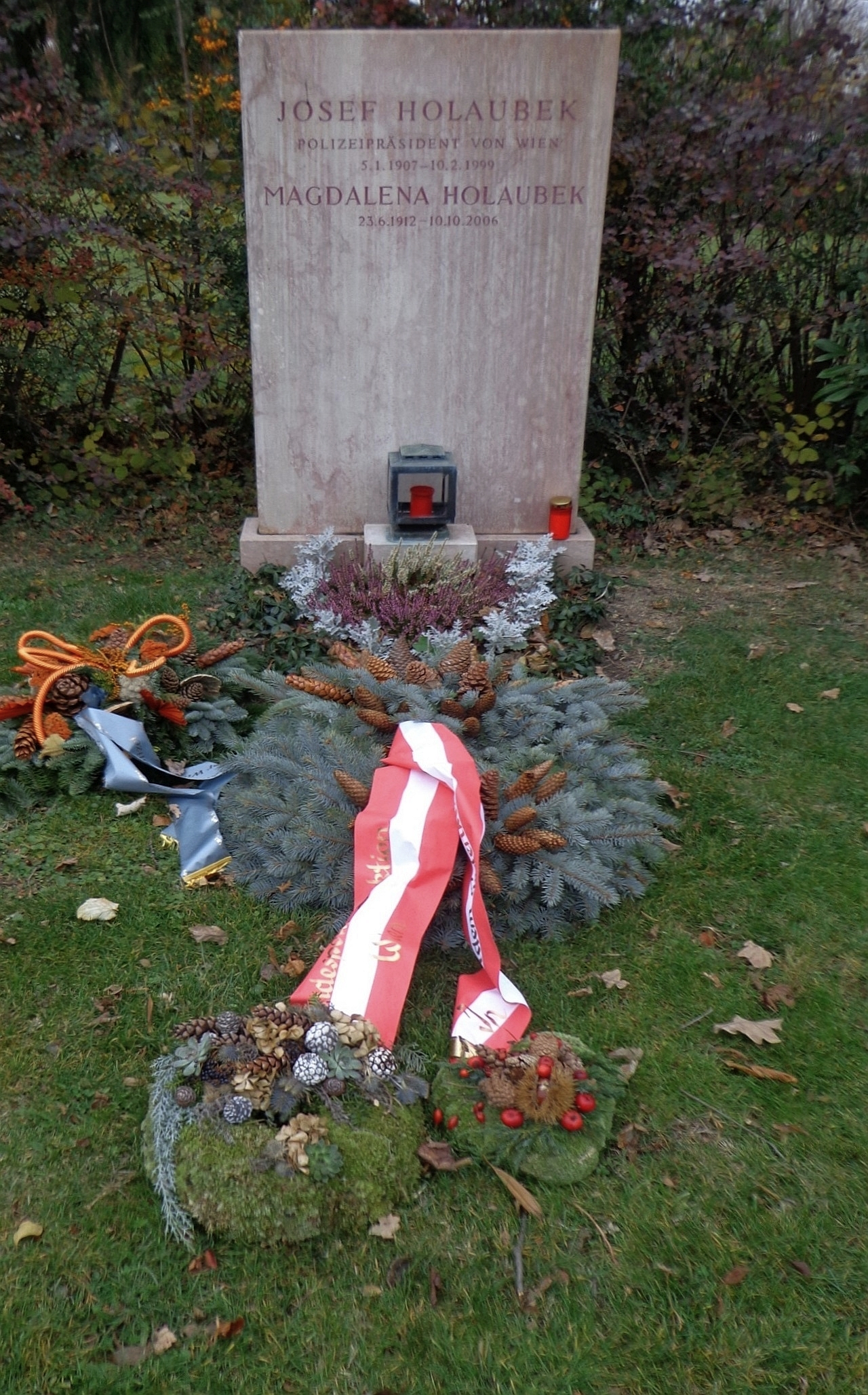
Wiener Zentralfriedhof – Ehrengrab von Josef Holaubek

Josef Holaubek verstarb 92-jährig am 10. Februar 1999 in Wien und wurde in einem Ehrengrab auf dem Wiener Zentralfriedhof (Gruppe 15 G, Nummer 1) beigesetzt.

## Auszeichnungen
- 1955: Großes Goldenes Ehrenzeichen für Verdienste um die Republik Österreich[21]
- 1957: Großes Bundesverdienstkreuz mit Stern der Bundesrepublik Deutschland
- 1960: Großes Silbernes Ehrenzeichen mit dem Stern für Verdienste um die Republik Österreich[21]
- 1967: Ehrenmedaille der Bundeshauptstadt Wien in Gold[22]
- 1972: Großes Goldenes Ehrenzeichen mit dem Stern für Verdienste um die Republik Österreich[21]
- 1973: Ehrenmitgliedschaft und Verleihung der Heinrich-Henne-Medaille der Vereinigung zur Förderung des Deutschen Brandschutzes e. V. (vfdb)[23]
- 1975: Goldenes Komturkreuz des Ehrenzeichens für Verdienste um das Bundesland Niederösterreich[24]
- Ehrenring des „Syndikats der Pressefotografen und Filmreporter“, „als Dank für die vielfältige Hilfe, die er seinen Freunden, den Reportern, erwiesen hat.“[3]
- Ernennung zum „Ehrensheriff“ der Polizei von Los Angeles mit goldglänzendem Stern dekoriert[3]
- Holaubek gilt als einer der meistdekorierten Österreicher.[3]

## Postume Anerkennung
In Anerkennung seines 25-jährigen Wirkens als Leiter der Bundespolizeidirektion Wien wurde im Jahr 2000 ein Teil des im neunten Wiener Gemeindebezirk, Alsergrund, gelegenen Liechtenwerder Platzes in Josef-Holaubek-Platz umbenannt. Dort befindet sich ein großes Bundesamtsgebäude, in dem mehrere Dienststellen des Innenministeriums und der Polizei untergebracht sind.
Seit 2009 wird die Josef-Holaubek-Medaille als Sonderehrung im Rahmen des Raiffeisen-Sicherheitsverdienstpreises verliehen. Diese Medaille wird an ausgewählte Wiener Polizisten verliehen, die im Dienst verletzt wurden. Die erste Verleihung erfolgte an Bezirksinspektor Wilhelm Seper, der am 8. April 2009 bei der Verfolgung und anschließenden Überwältigung eines Flüchtigen lebensgefährliche Stichverletzungen erlitten hatte.

## Publikationen
- als Hrsg.: Die österreichische Feuerwehr. Ihre Geschichte u. ihre Helden. Überreuter, Wien/Heidelberg 1979, ISBN 3-8000-3156-6.

## Film, Foto und Rundfunk
- Beiträge von und mit Josef Holaubek im Online-Archiv der Österreichischen Mediathek.
- Josef Holaubek im Kulturpool – Österreichs Portal zu Kunst, Kultur und Bildung. Bundeskanzleramt Österreich und Bundesministerium für Bildung, Wissenschaft und Forschung (Hrsg.).
- Walter Schubirsch und Josef Holaubek. Verhaftung von Stein-Ausbrecher Walter Schubirsch mit Polizeipräsident Josef Holaubek. Foto: IMAGNO/Votava, 6. November 1971 in Wien. In: Süddeutsche Zeitung Photo, abgerufen am 21. April 2019.
- „I bins, dei Präsident“: Josef Holaubek. History – Bundesland im Porträt. Interview mit: Josef Holaubek (ehem. Polizeipräsident), Franz Vranitzky (ehem. Bundeskanzler, SPÖ) in der Vorabendsendung Willkommen Österreich in ORF 2, ausgestrahlt am 20. Juli 1995. Video in der ORF TVthek, Länge: 03:24 Minuten.